# Thomas Danneberg

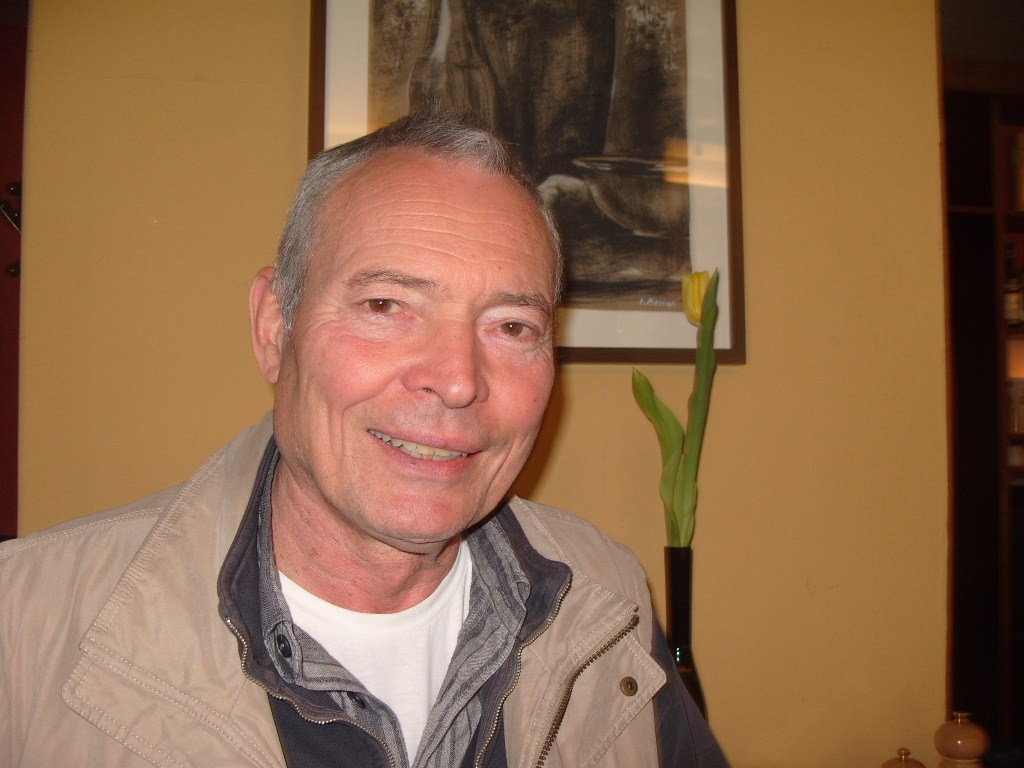
Thomas Danneberg (2010)

Thomas „Thommy“ Danneberg (* 2. Juni 1942 in Berlin; † 30. September 2023 ebenda) war ein deutscher Schauspieler, Synchronsprecher, Hörspielsprecher, Synchronregisseur und Dialogbuchautor. Er gehörte zu den profiliertesten und meistbeschäftigten Sprechern im deutschsprachigen Raum und war der Standardsprecher von Arnold Schwarzenegger, Sylvester Stallone, John Travolta, Terence Hill, Dan Aykroyd, Rutger Hauer, John Cleese, Nick Nolte, Adriano Celentano, David Soul und Dennis Quaid. Ab 2019 war er aus gesundheitlichen Gründen nicht mehr als Synchronsprecher tätig.

## Leben
Der Sohn eines Diplomingenieurs und einer Hausfrau wurde im Zweiten Weltkrieg als jüngeres von zwei Kindern geboren. Nach dem Besuch des Dreilinden-Gymnasiums in Berlin-Nikolassee absolvierte Danneberg von 1959 bis 1960 eine Ausbildung als Hochseefischer auf Island. Danach reiste er für ein halbes Jahr in die USA und lebte dort in New York City und New Orleans, um sich insbesondere seinem Interesse an Jazz zuzuwenden. Nach seiner Rückkehr war Danneberg zunächst in Norwegen als Leichtmatrose tätig, bevor er am Schauspielhaus Zürich eine Schauspielausbildung begann.
2008 lernte er Leni kennen, die er 2017 heiratete. Im April 2019 ging er aus gesundheitlichen Gründen in den Ruhestand. Thomas Danneberg starb im September 2023 in Berlin im Alter von 81 Jahren an den Folgen eines Schlaganfalls.

## Wirken

### Theater
1962 wechselte er zur privaten Schauspielschule von Marlise Ludwig in Berlin und blieb dort bis zu seinem Abschluss im Jahr 1964. Es folgten Engagements an verschiedenen Theaterbühnen, darunter als Antipholus aus Syrakus in Shakespeares Die Komödie der Irrungen am Hebbel-Theater, in Die Majestäten von Jean Anouilh mit O. E. Hasse und Peter Mosbacher am Renaissance-Theater, in Mutter Courage an den Hamburger Kammerspielen unter der Intendanz von Ida Ehre, in Schlacht bei Lobositz an der Schaubühne am Halleschen Ufer, in Terence Frisbys Ein Mädchen in der Suppe und Neil Simons Plaza Suite am Theater am Kurfürstendamm sowie in Frühlings Erwachen von Frank Wedekind an der Schiller-Theater Werkstatt.
Vor der Kamera agierte Danneberg erstmals 1963 in dem Kurzfilm Der Wind in den Bäumen von Helmut Ahner, im weiteren Verlauf unter anderem in der Edgar-Wallace-Verfilmung Die blaue Hand (1967) sowie in den deutsch-italienischen Söldnerfilmen Geheimcode Wildgänse (1984), Kommando Leopard (1985) und Der Commander (1988), alle jeweils an der Seite von Lewis Collins. In den Filmen Kommando Leopard und Der Commander wurde er dabei selbst von Rainer Brandt synchronisiert, weil er den Hauptdarsteller Lewis Collins sprach.

### Synchronisation

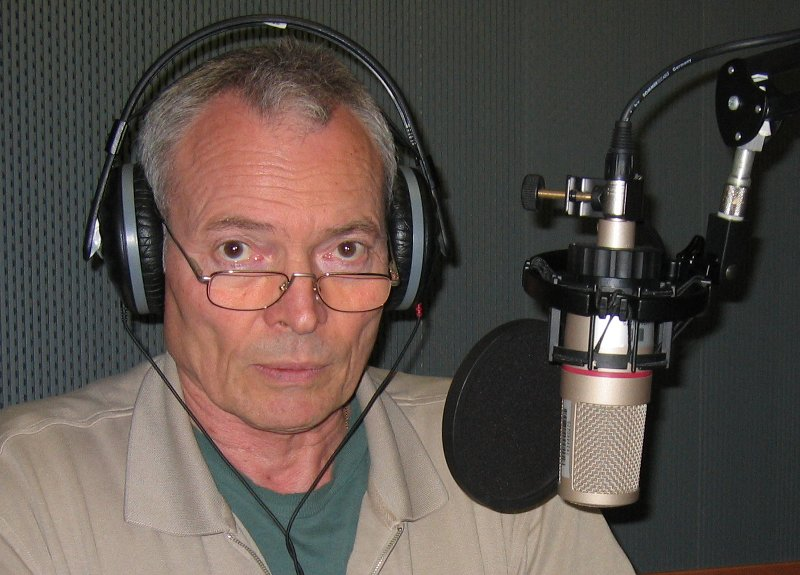
12. September 2006: Thomas Danneberg in einer Sprecherkabine während einer N24-Produktion

Im US-amerikanischen Melodram David und Lisa übernahm Danneberg 1964 seine erste Synchronrolle für Hauptdarsteller Keir Dullea. In den nachfolgenden Jahrzehnten entwickelte er sich im deutschsprachigen Raum zu einem der bekanntesten und meistbeschäftigten Sprecher. Ab Zwei Himmelhunde auf dem Weg zur Hölle (1972) war er die deutsche Feststimme von Terence Hill, ab Welcome back, Kotter (1975) die Feststimme von John Travolta, ab 1941 – Wo bitte geht’s nach Hollywood (1979) die Feststimme von Dan Aykroyd, ab Kaktus Jack (1979) die Feststimme von Arnold Schwarzenegger und ab Nachtfalken (1981) die deutsche Feststimme von Sylvester Stallone. Ab Monty Pythons wunderbare Welt der Schwerkraft (1971) wurde er zudem häufig für John Cleese besetzt. Zu weiteren Schauspielern, denen Danneberg regelmäßig seine Stimme lieh, gehörten Dennis Quaid, Nick Nolte, Adriano Celentano, Rutger Hauer und Michael York. Aufmerksamkeit erlangte seine unerwartete Besetzung für Bruce Willis in Stirb langsam: Jetzt erst recht, die auf eine terminliche Verhinderung des Stammsprechers Manfred Lehmann zurückzuführen war.
In der Musicalverfilmung Hairspray (2007) synchronisierte er Travolta erstmals in einer Frauenrolle. Im Ensemble-Actionfilm The Expendables (2010) sprach er sowohl Schwarzenegger als auch Stallone in derselben Szene. Auch in der Fortsetzung The Expendables 2 (2012) synchronisierte er beide Schauspieler, diesmal in größeren Rollen. In Escape Plan trafen die beiden Schauspieler ein weiteres Mal im selben Film aufeinander. Da die Leinwandpräsenz Schwarzeneggers gegenüber den Expendables-Filmen um einiges größer war, wurde dessen Synchronstimme mit Ralph Schicha umbesetzt, um das Publikum durch dieselbe Stimme von Danneberg nicht zu verwirren. In The Expendables 3 synchronisierte Danneberg erneut beide Schauspieler. 2004, 2007 und 2010 stand er neben Sascha Hehn, Marie-Luise Marjan und Esther Schweins bei der Synchronaufnahme zu den Shrek-Filmen vor dem Mikrofon. Ebenfalls 2013 übernahm er die Sprechrolle des Silas Ramspopo in Ich – Einfach unverbesserlich 2. Zudem lieh er in Baymax – Riesiges Robowabohu Heathcliff seine Stimme.
Serienhauptrollen übernahm Danneberg unter anderem mit der Synchronisation von David Soul als Kenneth Hutchinson in Starsky & Hutch (1978), Douglas Barr als Howie Munson in Ein Colt für alle Fälle (1983), Nick Mancuso als Ray in Stingray (1983), Daniel Hugh-Kelly als McCormick in Hardcastle & McCormick (1985) und Barry Van Dyke als Steve Sloan in den ersten Folgen von Diagnose: Mord (1995). Für die deutschsprachigen Fassungen dieser Serien zeichnete er zudem als Synchronregisseur und Dialogbuchautor verantwortlich, darüber hinaus für zahlreiche Kinofilme wie die vier James-Bond-Filme GoldenEye (1995), Der Morgen stirbt nie (1997), Die Welt ist nicht genug (1999) und Stirb an einem anderen Tag (2002) sowie auch Con Air (1997) oder für Armageddon – Das jüngste Gericht (1998). Sein Regiedebüt bildete die britische Kriminalserie Van der Valk für das ZDF im Jahr 1979. In der 2001 erschienenen Zeichentrickserie Invader Zim sprach er Sergeant Slab Rankle. Im 2014 veröffentlichten Online-Rollenspiel The Elder Scrolls Online übernahm er mehrere Synchronstimmen, u. a. von Sir Cadwell. 2018 synchronisierte er wieder Terence Hill in dessen Film Mein Name ist Somebody – Zwei Fäuste kehren zurück.

### Hörproduktionen
Als Berufssprecher war Danneberg auch als Off-Stimme in Dokumentarfilmen, als Werbestimme in Hörfunk und Fernsehen sowie für Computer- und Hörspielproduktionen tätig. Gemeinsam mit Simon Jäger vertonte er das Hörbuch Die Anstalt von John Katzenbach (2008, Argon Verlag ISBN 978-3-86610-447-1) sowie Kriminalgeschichten von Jerry Cotton. Gastrollen übernahm er unter anderem in Die schwarze Katze von Edgar Allan Poe (2003), in Der Fluch des Pharao und Das Dämonenhaus aus der Reihe Gespenster-Krimi von Lübbe Audio (2007), in Die Bestie von Amsterdam aus der Reihe Dark Trace von Ascan von Bargen (2008) sowie in Ravens Geheimnis, Hügel der Blutengel und Azazels Blutschwert aus der Serie Faith – The Van Helsing Chronicles. Darüber hinaus stellte er seine Stimme dem deutschen Musikprojekt E Nomine zur Verfügung. Als Sprecher in Videospielen erschien er u. a. in Die Siedler III (1998), Jack Keane (2007), The Book of Unwritten Tales (2009), der Computerspiel-Reihe Ankh sowie StarCraft II: Wings of Liberty (2010).

### Musik
Danneberg erlernte als 14-Jähriger das Schlagzeugspiel und trat über einen Zeitraum von 30 Jahren monatlich mit Abbi Hübners Formation Low Down Wizards als Jazzmusiker im Hamburger Cotton Club auf sowie im Star-Club, im Onkel Pö, im Hotel Atlantic und weiteren Veranstaltungsorten in Europa. Ab 2002 spielte er in seiner eigenen Band Sons of Ko, die bundesweit in unregelmäßigen Abständen auf der Bühne agierte.

## Synchronrollen (Auswahl)
Dan Aykroyd
- 1979: als Sgt. Frank Tree in 1941 – Wo bitte geht’s nach Hollywood
- 1980: als Elwood Blues in Blues Brothers
- 1981: als Vic in Die verrückten Nachbarn
- 1983: als Louis Winthorpe III. in Die Glücksritter
- 1983: als Passagier/Krankenwagenfahrer in Unheimliche Schattenlichter
- 1984: als Dr. Raymond ‘Ray’ Stantz in Ghostbusters – Die Geisterjäger
- 1985: als Austin Millbarge in Spione wie wir
- 1987: als Sgt. Joe Friday in Schlappe Bullen beißen nicht
- 1988: als Capt. Tom Everett in Caddyshack II
- 1988: als Steven Mills in Meine Stiefmutter ist ein Alien
- 1989: als Dr. Raymond ‘Ray’ Stantz in Ghostbusters II
- 1990: als Ellis Fielding in Der Harte und der Zarte
- 1991: als Richter Alvin ‘J.P’ Valkenheiser/Bobo in Valkenvania – Die wunderbare Welt des Wahnsinns
- 1992: als Mack Sennett in Chaplin
- 1993: als Beldar Conehead/Donald R. DeCicco in Die Coneheads
- 1994: als Fred Lavery in Undercover Cops
- 1995: als Dr. Raymond Stantz in Casper
- 1996: als Präsident William Haney in Ein Präsident für alle Fälle
- 1998: als Elwood Blues in Blues Brothers 2000
- 2001: als Capt. Jesse Thurman in Pearl Harbor
- 2004: als Dr. Keats in 50 erste Dates
- 2007: als Captain Tucker in Chuck und Larry – Wie Feuer und Flamme
- 2010: als Yogi Bär in Yogi Bär
- 2014: als Don in Tammy – Voll abgefahren
- 2015: als 1982 Championship MC in Pixels
- 2016: als Taxifahrer in Ghostbusters

John Travolta
- 1977: als Tony Manero in Saturday Night Fever (Kino- und DVD-Synchronisation)
- 1978: als Danny Zuko in Grease
- 1980: als Bud in Urban Cowboy
- 1981: als Jack Terry in Blow Out – Der Tod löscht alle Spuren
- 1983: als Tony Manero in Staying Alive
- 1985: als Adam Lawrence in Perfect
- 1989: als James ‘Jimmy’ Ubriacco in Kuck mal, wer da spricht!
- 1990: als James ‘Jimmy’ Ubriacco in Kuck mal, wer da spricht 2
- 1993: als James ‘Jimmy’ Ubriacco in Kuck mal, wer da jetzt spricht
- 1994: als Vincent Vega in Pulp Fiction
- 1995: als Chili Palmer in Schnappt Shorty
- 1996: als Maj. Vic ‘Deak’ Deakins in Operation: Broken Arrow
- 1997: als Sean Archer/Castor Troy in Im Körper des Feindes
- 1997: als Sam Baily in Mad City
- 1998: als Brig. Gen. Quintard in Der schmale Grat
- 2001: als Gabriel Shear in Passwort: Swordfish
- 2002: als John Travolta in Austin Powers in Goldständer
- 2007: als Edna Turnblad in Hairspray
- 2009: als Ryder in Die Entführung der U-Bahn Pelham 123
- 2010: als Charlie Wax in From Paris with Love
- 2013: als Emil Kovac in Killing Season
- 2016: als Marshal Clyde Martin in In a Valley of Violence
- 2018: als John Gotti in Gotti

Sylvester Stallone
- 1974: als Stanley Rosiello in Brooklyn Blues – Das Gesetz der Gosse
- 1981: als Capt. Robert Hatch in Flucht oder Sieg
- 1982: als John Rambo in Rambo
- 1982: als Rocky Balboa in Rocky III – Das Auge des Tigers
- 1985: als John Rambo in Rambo II – Der Auftrag
- 1985: als Rocky Balboa in Rocky IV – Der Kampf des Jahrhunderts
- 1986: als Lt. Marion ‘Cobra’ Cobretti in Die City-Cobra
- 1987: als Lincoln Hawk in Over the Top
- 1988: als John Rambo in Rambo III
- 1989: als Frank Leone in Lock Up – Überleben ist alles
- 1990: als Rocky Balboa in Rocky V
- 1991: als Angelo ‘Snaps’ Provolone in Oscar – Vom Regen in die Traufe
- 1992: als Sgt. Joe Bomowski in Stop! Oder meine Mami schießt!
- 1993: als Gabriel ‘Gabe’ Walker in Cliffhanger – Nur die Starken überleben
- 1993: als John Spartan in Demolition Man
- 1994: als Ray Quick in The Specialist
- 1995: als Robert Rath in Assassins – Die Killer
- 1995: als Judge Joseph Dredd in Judge Dredd
- 1996: als Kit Latura in Daylight
- 1997: als Sheriff Freddy Heflin in Cop Land
- 1998: als Weaver in Antz
- 2000: als Jack Carter in Get Carter – Die Wahrheit tut weh
- 2001: als Joseph ‘Joe’ Tanto in Driven
- 2002: als Jake Malloy in D-Tox – Im Auge der Angst
- 2003: als Toymaker in Mission 3D
- 2003: als Dean ‘The Dean’ Stevens in Shade
- 2006: als Rocky Balboa in Rocky Balboa
- 2008: als John Rambo in John Rambo
- 2010: als Barney ‘The Schizo’ Ross in The Expendables
- 2012: als Barney ‘The Schizo’ Ross in The Expendables 2
- 2012: als Jimmy Bonomo ‘Bobo’ in Shootout – Keine Gnade
- 2013: als Ray Breslin in Escape Plan
- 2013: als Henry ‘Razor’ Sharp in Zwei vom alten Schlag
- 2014: als Barney ‘The Schizo’ Ross in The Expendables 3
- 2015: als Rocky Balboa in Creed – Rocky’s Legacy
- 2017: als Stakar Ogord in Guardians of the Galaxy Vol. 2
- 2018: als Ray Breslin in Escape Plan 2: Hades

Nick Nolte
- 1987: als Jack Benteen in Ausgelöscht
- 1990: als Jack Cates in Und wieder 48 Stunden
- 1991: als Sam Bowden in Kap der Angst
- 1994: als Peter Brackett in I Love Trouble – Nichts als Ärger
- 1995: als Thomas Jefferson in Jefferson in Paris
- 1998: als Inspektor Thomas Albert Cray in Freeze – Alptraum Nachtwache
- 2001: als Faldo in Investigating Sex
- 2002: als Bob Montagnet in Der Dieb von Monte Carlo (Synchronisation: 2004)
- 2003: als Dr. David Banner in Hulk
- 2006: als Vincent in Paris, je t’aime
- 2008: als Mulgarath in Die Geheimnisse der Spiderwicks
- 2011: als Burt Johnson in Arthur
- 2013: als Bridges in Anklage: Mord – Im Namen der Wahrheit

Arnold Schwarzenegger
- 1969: als Hercules in Hercules in New York (VHS-Synchronisation)
- 1979: als Handsome Stranger in Kaktus Jack
- 1982: als Conan in Conan der Barbar
- 1984: als Conan in Conan der Zerstörer
- 1984: als T-800 in Terminator
- 1985: als Kalidor in Red Sonja
- 1985: als John Matrix in Phantom-Kommando
- 1986: als Mark Kaminsky/Joseph P. Brenner in Der City Hai
- 1987: als Ben Richards in Running Man (Kino- und VHS-Synchronisation)
- 1987: als Major Alan ‘Dutch’ Schaefer in Predator
- 1988: als Capt. Ivan Danko in Red Heat
- 1988: als Julius Benedict in Twins – Zwillinge
- 1990: als Douglas Quaid / Hauser in Die totale Erinnerung – Total Recall
- 1990: als Det. John Kimble in Kindergarten Cop
- 1991: als T-800 in Terminator 2 – Tag der Abrechnung
- 1993: als Jack Slater/Arnold Schwarzenegger in Last Action Hero
- 1994: als Dr. Alex Hesse in Junior
- 1994: als Harry Tasker in True Lies – Wahre Lügen
- 1996: als Howard Langston in Versprochen ist versprochen
- 1996: als John Kruger in Eraser
- 1997: als Mr. Freeze/Dr. Victor Fries in Batman & Robin
- 1999: als Jericho Cane in End of Days – Nacht ohne Morgen
- 2000: als Adam Gibson in The 6th Day
- 2001: als Weißer Wolf in Dr. Dolittle 2
- 2003: als T-850 in Terminator 3 – Rebellion der Maschinen
- 2004: als Prince Hapi in In 80 Tagen um die Welt
- 2006: als Arnold Schwarzenegger in Borat – Kulturelle Lernung von Amerika, um Benefiz für glorreiche Nation von Kasachstan zu machen
- 2007: als Terminator in Drawn Together
- 2010: als Trench Mauser in The Expendables
- 2012: als Trench Mauser in The Expendables 2
- 2013: als Sheriff Ray Owens in The Last Stand
- 2014: als John ‘Breacher’ Wharton in Sabotage
- 2014: als Trench Mauser in The Expendables 3
- 2015: als Wade Vogel in Maggie
- 2015: als Guardian/T-800 in Terminator: Genisys
- 2017: als Roman in Vendetta – Alles was ihm blieb war Rache

Rutger Hauer
- 1982: als Roy Batty in Blade Runner (Kino- und Director’s-Cut-Synchronisation – 1992)
- 1985: als Etienne de Navarre in Der Tag des Falken
- 1991: als Frank Warren in Wedlock
- 1994: als SS-Sturmbannführer Xaver März in Vaterland
- 1997: als Omega Doom in Omega Doom
- 1997: als John Thornton in Ruf der Wildnis
- 1998: als König Vortigern in Merlin
- 2000: als Gene Reardon in Der Tod kommt nie allein
- 2002: als Keeler in Geständnisse – Confessions of a Dangerous Mind
- 2004: als Kurt Barlow in Salem’s Lot – Brennen muss Salem
- 2005: als Earle in Batman Begins
- 2007: als Rudi van der Merwe in Goal! II
- 2008: als Alter Frank in Bride Flight (Synchronisation: 2015)
- 2009: als Federico Barbarossa in Barbarossa
- 2011: als Hobo in Hobo with a Shotgun
- 2014: als Franziskus’ Vater in Sein Name war Franziskus

John Cleese
- 1971: verschiedene Charaktere in Monty Pythons wunderbare Welt der Schwerkraft (Synchronisation: 1983)
- 1975: als Sir Lancelot in Die Ritter der Kokosnuß
- 1979: als Reg/Jüdischer Offizier/Zenturio in Das Leben des Brian
- 1983: verschiedene Charaktere in Der Sinn des Lebens (Kino- und DVD-Synchronisation – 2003)
- 1988: als Archie Leach in Ein Fisch namens Wanda
- 1989: als Halbtür der Schwarze in Erik der Wikinger
- 1993: als Raoul P. Shadgrind in Und ewig schleichen die Erben
- 1994: als Dr. Julien Plumford in Das Dschungelbuch
- 1996: als Mr. Toads Anwalt in Sturm in den Weiden
- 1997: als Rollo Lee in Wilde Kreaturen
- 1997: als Affe Ape in George – Der aus dem Dschungel kam
- 1999: als Mr. Mersault in Schlaflos in New York
- 1999: als R, Q’s Assistent in James Bond 007 – Die Welt ist nicht genug
- 2001: als Donald P. Sinclair in Rat Race – Der nackte Wahnsinn
- 2002: als Q in James Bond 007 – Stirb an einem anderen Tag
- 2003: als Mr. Munday in 3 Engel für Charlie – Volle Power
- 2004: als Nörgelnder Sergeant in In 80 Tagen um die Welt
- 2004: als König Harold in Shrek 2 – Der tollkühne Held kehrt zurück
- 2006: als Samuel, das Schaf in Schweinchen Wilbur und seine Freunde
- 2007: als König Harold in Shrek der Dritte
- 2008: als Professor Barnhardt in Der Tag, an dem die Erde stillstand
- 2009: als Chefinspektor Dreyfus in Der rosarote Panther 2
- 2010: als König Harold in Für immer Shrek
- 2011: als Erzähler in Beethovens abenteuerliche Weihnachten

Terence Hill
- 1965: als Larry McGow in Duell vor Sonnenuntergang
- 1968: als Django in Django und die Bande der Gehenkten (2. Synchronisation)
- 1969: als Graziano Cassitta in Der blauäugige Bandit (Synchronisation: 1974)
- 1972: als Trinità in Vier Fäuste für ein Halleluja (2. Synchronisation)
- 1972: als Plata in Zwei Himmelhunde auf dem Weg zur Hölle
- 1973: als Nobody in Mein Name ist Nobody
- 1974: als Pater ‘Blauauge’ G. in Zwei Missionare
- 1975: als Nobody/Joe Thanks in Nobody ist der Größte
- 1976: als Matt Kirby in Zwei außer Rand und Band
- 1977: als Marco Segrain in Marschier oder stirb
- 1978: als Johnny Firpo in Zwei sind nicht zu bremsen
- 1979: als Slim in Das Krokodil und sein Nilpferd
- 1980: als Dave Speed in Der Supercop
- 1981: als Alan in Zwei Asse trumpfen auf
- 1983: als Don Camillo in Keiner haut wie Don Camillo
- 1984: als Eliot Vance/Bastiano Coimbra de la Coronilla y Azevedo in Vier Fäuste gegen Rio
- 1985: als Doug Bennett/Officer Jay Donell in Die Miami Cops
- 1987: als Luke in Renegade
- 1994: als Travis in Die Troublemaker
- 1997: als Skims in Virtual Weapon
- 2009: als Minnesota West aka Doc West in Doc West – Nobody ist zurück (Synchronisation: 2011)
- 2010: als Minnesota West aka Doc West in Doc West – Nobody schlägt zurück (Synchronisation: 2011)
- 2011–2012: als Pietro Thiene, Forstinspektor in Die Bergpolizei – Ganz nah am Himmel (Staffel 1 und 2)
- 2018: als Thomas in Mein Name ist Somebody

Joel McCrea
- 1941: als John Lloyd Sullivan in Sullivans Reisen [spätere TV-Synchro]
- 1942: als Tom Jeffers in Atemlos nach Florida [Synchro (1977)]
- 1943: als Joe Carter in Immer mehr, immer fröhlicher [spätere TV-Synchro]

Sonstige
- 1932: Johnny Weissmuller als Tarzan in Tarzan, der Affenmensch (1932) [Synchro (1972)]
- 1948: John Wayne als Robert Marmaduke Hightower in Spuren im Sand [2. Synchro, DVD 2007]
- 1952: Sydney Chaplin als Neville in Rampenlicht [2. Synchro (1975)]
- 1952: Glenn Ford als Steve Emery in Affäre in Trinidad (1952) [Synchro (1992)]
- 1955: Richard Todd als R.A.F. Lieutnant Guy Gibson in Mai 1943 – Die Zerstörung der Talsperren [spätere TV-Synchro]
- 1955: Björn Bjelfvenstam als Henrik in Das Lächeln einer Sommernacht (1955) [Synchro (1965)]
- 1962: Keir Dullea als David in David und Lisa [Synchro (1964)]
- 1964: Robert Redford als Hank Wilson in Lage hoffnungslos – aber nicht ernst
- 1965: John Fraser als Colin in Ekel
- 1966: Pierre Brice als Winnetou in Winnetou und sein Freund Old Firehand
- 1968: Dean Jones als Jim Douglas in Ein toller Käfer
- 1969: James Caan als Jimmie „Killer“ Kilgannon in Liebe niemals einen Fremden
- 1969: Franco Nero als Leonardo Ferri in Das verfluchte Haus
- 1969: Dick Bullock als Meatball in Die wilden Schläger von Rockers Town [Synchro (1974)]
- 1970: Michael Caine als Pvt. Hearne in Zu spät für Helden – Antreten zum Verrecken
- 1970: Christopher Mitchum als Sgt. Tuscarora Phillips in Rio Lobo
- 1970: Robert La Tourneaux als Tex in Die Harten und die Zarten
- 1971: Elliott Gould als Alfred in Kleine Mörder
- 1972: Alex Rocco als Moe Greene in Der Pate [2. Synchro (DVD 2008)]
- 1972: Jeff Bridges als Jake Rumsey in In schlechter Gesellschaft
- 1972: Bruce Lee als Tang Lung in Die Todeskralle schlägt wieder zu [1. Synchro (1975)]
- 1973: Alain Delon als Scorpio in Scorpio, der Killer (1973)
- 1981: Mickey Rooney als Cap in Cap und Capper
- 1982: Adriano Celentano als Elia Codogno in Der gezähmte Widerspenstige
- 1986: Tai-chung Kim als Geist von Bruce Lee in Karate Tiger
- 1992: Greg Evigan als Harold McCain in Columbo: Ein Spatz in der Hand
- 2006: Billy Connolly als Lord Manfred Dargis in Garfield 2

## Filmografie (Auswahl)
- 1963: Der Wind in den Bäumen
- 1963: Ferien wie noch nie
- 1963: Die Villa am Teufelssee
- 1964: Verdammt zur Sünde
- 1964: Das Blaue vom Himmel
- 1964: Abenteuerliche Geschichten (Fernsehreihe, Folge Das Pilzgericht)
- 1965: Der Fall Michael Reiber
- 1965: Unser Pauker (Fernsehreihe, Folge 2 Das Unwetter und Folge 8 Die Vertretung)
- 1967: Die blaue Hand
- 1968: Im Banne des Unheimlichen
- 1968: Heimlichkeiten
- 1969: Dr. med. Fabian – Lachen ist die beste Medizin
- 1970: Die liebestollen Baronessen
- 1971: Algebra um acht
- 1972: Gelobt sei, was hart macht
- 1984: Geheimcode Wildgänse (Arcobaleno selvaggio)
- 1985: Kommando Leopard
- 1988: Der Commander

## Hörspiele (Auswahl)
- 2002: Jörg Buttgereit: Frankenstein in Hiroshima (Dr. James Adams) – Regie: Jörg Buttgereit (Original-Hörspiel – WDR)
- 2008: Michael Farin, Joachim Gärtner: Buy one get one free. Die Geschichte von Tookie und Arnie (Arnold Schwarzenegger) – Bearbeitung und Regie: Michael Farin (Originalhörspiel – WDR)

Quelle: ARD-Hörspieldatenbank
- 2015: Baymax – Riesiges Robowabohu: Das Original-Hörspiel zum Film, Walt Disney Records, DNB 1067079335.
- 2019: Ich – Einfach unverbesserlich 3. Das Original-Hörspiel zum Kinofilm, Karussell Verlag & BookBeat
- 2021: Shrek 2. Das Original-Hörspiel zum Kinofilm, Edelkids Verlag & Audible

## Auszeichnungen
- 2010 Die Silhouette in der Kategorie „Lebenswerk“